# Tsubasa Endoh
Tsubasa Endoh (遠藤 翼 Endō Tsubasa?) (Tokio, Japón, 20 de agosto de 1993) es un futbolista japonés. Juega de extremo o delantero.

## Trayectoria
Entre 2005 y 2011 en su país natal, Endoh formó parte de una academia de la JFA en Fukushima.
Endoh jugó al soccer universitario por los Maryland Terrapins de la Universidad de Maryland. Fue seleccionado por el Toronto FC en el puesto nueve del SuperDraft de la MLS 2016 y firmó contrato con el club el 27 de febrero de 2016. Debutó profesionalmente el 6 de marzo de 2016 contra los New York Red Bulls. Anotó su primer gol en Toronto el 7 de mayo de 2016, el que fue el gol de la victoria por la mínima sobre el FC Dallas.
En la temporada 2018 formó parte del Toronto FC II de la USL, equipo reserva del club. Su buena actuación esa temporada, que incluyó dos goles y una asistencia contra el Louisville City, y un triplete contra FC Cincinnati.
Jugó su primer encuentro de la temporada 2019 el 26 de junio, y anotó el gol más rápido en la historia del Toronto FC, a los 29 segundos al Atlanta United; Toronto ganó por 3-2.

## Selección nacional
Endoh fue internacional a nivel juvenil por Japón.

## Estadísticas
Actualizado al último partido disputado el 4 de octubre de 2020.
| Toronto FC · Canadá                                                                                  |               |               |    |    |   |   |   |   |   |    |    |    |
| 1.ª                                                                                                  | 2016          | 21            | 2  | 2  | 0 | - | - | - | - | 23 | 2  |    |
| 1.ª                                                                                                  | 2017          | 4             | 0  | 2  | 1 | - | - | - | - | 6  | 1  |    |
| Toronto FC II · Canadá                                                                               |               |               |    |    |   |   |   |   |   |    |    |    |
| 2.ª                                                                                                  | 2017          | 14            | 3  | -  | - | - | - | - | - | 14 | 3  |    |
| 2.ª                                                                                                  | 2018          | 14            | 8  | -  | - | - | - | - | - | 14 | 8  |    |
| 3.ª                                                                                                  | 2019          | 6             | 0  | -  | - | - | - | - | - | 6  | 0  |    |
| Total club                                                                                           | Total club    | 34            | 11 | 0  | 0 | 0 | 0 | 0 | 0 | 34 | 11 |    |
| Toronto FC · Canadá                                                                                  |               |               |    |    |   |   |   |   |   |    |    |    |
| 1.ª                                                                                                  | 2019          | 17            | 3  | 3  | 2 | 1 | 0 | - | - | 21 | 5  |    |
| 1.ª                                                                                                  | 2020          | 11            | 0  | 0  | 0 | - | - | - | - | 11 | 0  |    |
| Total club                                                                                           | Total club    | 53            | 5  | 7  | 2 | 1 | 0 | 0 | 0 | 61 | 8  |    |
| Total carrera                                                                                        | Total carrera | Total carrera | 87 | 16 | 7 | 2 | 1 | 0 | 0 | 0  | 95 | 19 |
| (1) Incluye datos del Campeonato Canadiense (2) Incluye datos de la Liga de Campeones de la Concacaf |               |               |    |    |   |   |   |   |   |    |    |    |

## Palmarés

### Títulos nacionales
| Título                | Club       | País                  | Año  |
| --------------------- | ---------- | --------------------- | ---- |
| Campeonato Canadiense | Toronto FC | Canadá                | 2016 |
| Campeonato Canadiense | Toronto FC | Canadá                | 2017 |
| Copa MLS              | Toronto FC | Estados Unidos Canadá | 2017 |
| Campeonato Canadiense | Toronto FC | Canadá                | 2018 |